# Imagination Technologies
Imagination Technologies Group es una corporación con fines lucrativos de  Reino Unido. Fue fundada en 1985 como VideoLogic.[cita requerida]
Sus ingresos, actualmente, () son de 151,5 millones de euros.[cita requerida]

## Historia
En sus inicios, la empresa se llamó VideoLogic, y fue fundada en 1985.
Fue introducida por primera vez en la bolsa en 1994.
Al año posterior hizo un acuerdo de licencia sobre su tecnología de PowerVR, con NEC, y
dicha compañía recibió una "participación" de 2,29%, por £ 1,6 millones y adquirió los derechos para fabricar y vender el chip.[cita requerida]

### Años posteriores y tratos con diferentes empresas
En 1999 la empresa cambió su nombre a Imagination Technologies.
El 23 de marzo de 2000, la empresa adquirió Ensigma, una empresa privada especializada en procesamiento de señal digital, por un importe máximo de £ 5.000.000.
En 2001, adquirieron Cross Products Limited.[cita requerida]
En octubre de 2006, Intel Corporation adquirió una participación del 2,9%, es decir 6 millones de acciones de la Sociedad por £ 5.280.000.
En diciembre de 2008, Apple Inc. adquirió una participación del 3,6% en la empresa el 3,2 millones de libras.

## Productos
- PowerVR
- MIPS Technologies
- PureDigital por VideoLogic.
- IMGWorks
- HelloSoft VoIP y VoLTE